# Cynoglossum officinale
Espèce
Statut de conservation UICN

 LC  : Préoccupation mineure
 France 
La Cynoglosse officinale ou la Langue de chien (Cynoglossum officinale) est une plante herbacée de la famille des Boraginacées.

## Distribution et habitat
Cette plante croît dans les zones tempérées de l'Europe, de l'Asie et de l'Amérique du Nord, principalement sur des versants rocailleux, des terrains incultes et aux bords des chemins. En Espagne elle grandit dans les montagnes septentrionales, spécialement dans les Pyrénées.
Une étude réalisée par l'INRA et publiée en 2011 met en lumière le rôle des cervidés et autres sangliers dans la dispersion des graines de cette espèce dans la forêt d'Arc-en-Barrois.

## Statuts de protection, menaces
L'espèce n'est pas considérée comme étant menacée en France. Elle est classée Espèce de préoccupation mineure (LC) par l'UICN.
Toutefois localement l'espèce se raréfie:  Elle est rare et en danger de disparition en Loire-Atlantique.
Elle est considérée Quasi menacée (NT), proche du seuil des espèces menacées ou qui pourrait être menacée si des mesures de conservation spécifiques n'étaient pas prises, dans les régions Centre et Basse-Normandie; elle est considérée vulnérable (VU) en Aquitaine.

## Description
C'est une plante herbacée vivace de 3 à 60 cm de hauteur. Les feuilles sont âpres et dégagent une forte odeur de souris quand elles sont frottées énergiquement. La floraison se situe de mai à août. Ses fruits sont à maturité à partir de juillet. Les graines possèdent de petits crochets qui se fixent sur la peau des animaux et ainsi permettent leur diffusion.

## Propriétés et usages
Cette plante, anciennement considérée officinale, est seulement utilisée aujourd'hui en homéopathie pour le traitement de la toux et contre la diarrhée, également utilisée pour le traitement des hémorroïdes.
Elle est toxique pour les animaux à sang froid. Une étude réalisée en 1991 a démontré que l'apport de 60mg/kg d'extrait sec de Cynoglossum officinalis dans la nourriture des veaux était létal pour ces derniers. De ce fait cette espèce peut être considérée comme nuisible lorsqu'elle est présente dans les pâturages.